# Groot Kijkuit
Groot Kijkuit was een fort dat was gelegen ten zuiden van Fort Zandberg en een zestal km ten noordoosten van Hulst
Het fort werd aangelegd in 1684 en het bevond zich nabij de huidige Zandbergse Kreek, in de Nieuw-Kieldrechtpolder. In 1795 werd het fort opgeheven en nadien zijn nog langere tijd de aarden borstweringen zichtbaar geweest, doch tegenwoordig is van het fort niets meer in het landschap terug te vinden.